# 淡路島南インターチェンジ
淡路島南インターチェンジ（あわじしまみなみインターチェンジ）は、兵庫県南あわじ市阿那賀にある神戸淡路鳴門自動車道のトランペット型のインターチェンジである。淡路島南パーキングエリアが併設されている。

## 概要

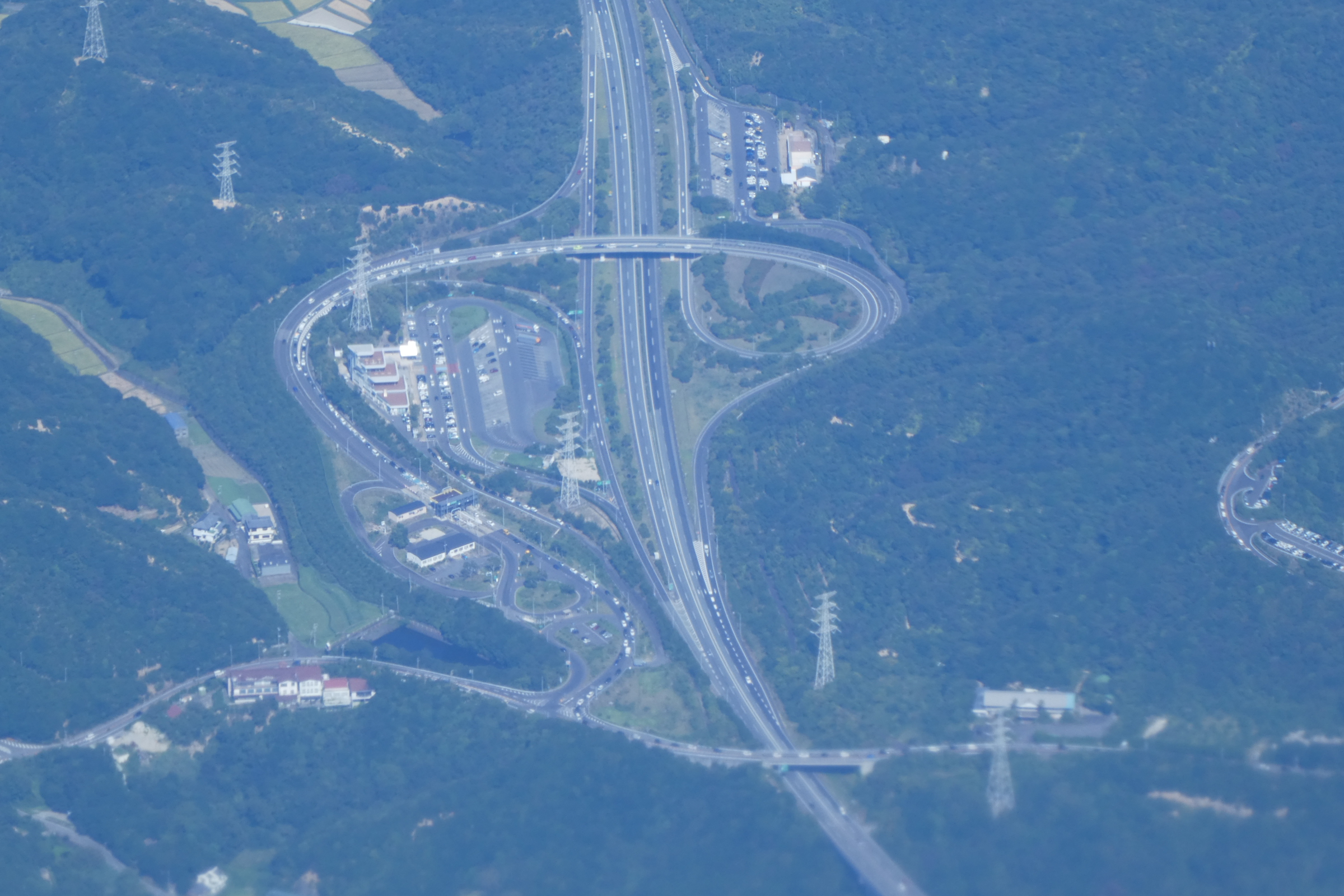
淡路島南インターチェンジと淡路島南パーキングエリア

淡路島の南端にあり、このICから徳島方向に大鳴門橋がある。ICの料金所外には淡路島南BSが、本線上には淡路島南PAがある。なお、併設されているパーキングエリアは、インターチェンジからの流入時には利用できない。連続走行時およびインターチェンジへの流出時に利用可能である。
1987年10月まではここから2.8km洲本寄りに西淡仮出入口（せいだんかりでいりぐち）があった。
開通当初本ICには料金所はなく、両端の西淡仮出入口・鳴門北ICで支払っていた。本ICを境に料金が区切られており、本線上には「淡路島南から先は別料金」の標識があった。

## 道路
- E28 神戸淡路鳴門自動車道（10番）
- 接続する道路：兵庫県道25号阿万福良湊線（うずしおライン）

## 淡路島南バスストップ
淡路島南バスストップ（あわじしまみなみバスストップ）とは、兵庫県南あわじ市阿那賀の神戸淡路鳴門自動車道淡路島南IC料金所外にある高速バス乗り場。バスストップとその周辺に乗車券売り場はない。

### 発着バス
- 淡路交通
  - 福良 - 高速舞子（■各停タイプ・交通系ICカード利用可）

※陸の港西淡経由のバスは淡路島南を経由しない
  - 洲本バスセンター - 高速鳴門または鳴門駅前 - 徳島
  - 徳島空港（オニオンバス・みなと観光バスと共同運行・クローズドドアシステム・PiTaPaを除く交通系ICカード利用可・予約定員制・路線固定デマンド型交通）

### 接続交通機関
- らん・らんバス（南あわじ市コミュニティバス みなと観光バス (南あわじ市)運行）

## 料金所

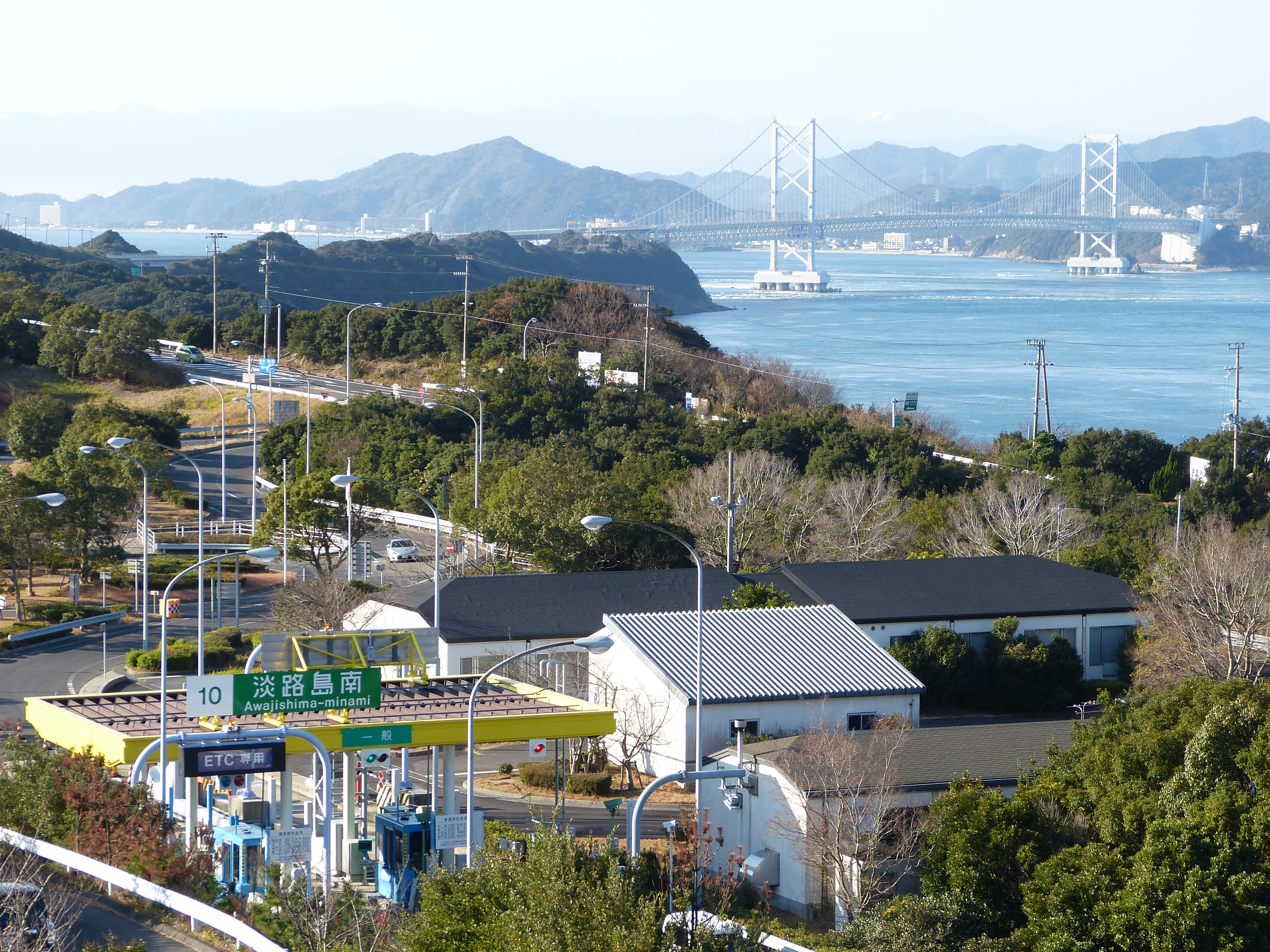
上から見た料金所

### 入口
- ブース数:1
  - ETC・一般:1

### 出口
- ブース数:2
  - ETC専用:1
  - 一般:1

## 周辺
- 大鳴門橋記念館
- 道の駅うずしお
- 南あわじ市南淡庁舎
- 福良港（観潮船の咸臨丸が発着）
- 休暇村 南淡路

## 隣
E28 神戸淡路鳴門自動車道
(9)西淡三原IC - 志知BS/陸の港西淡 -  (10) 淡路島南IC/BS/PA - 鳴門公園口BS（下り線のみ） - (11)鳴門北IC